# Aerenea apicalis
Aerenea apicalis là một loài bọ cánh cứng trong họ Cerambycidae.